# Coussarea longiflora
Coussarea longiflora är en måreväxtart som först beskrevs av Carl Friedrich Philipp von Martius, och fick sitt nu gällande namn av Johannes Müller Argoviensis. Coussarea longiflora ingår i släktet Coussarea och familjen måreväxter.

## Underarter
Arten delas in i följande underarter:
- C. l. benensis
- C. l. longiflora